# Mangudadatu
Mangudadatu (Bayan ng Mangudadatu) är en kommun i Filippinerna. Kommunen ligger på ön Mindanao, och tillhör provinsen Maguindanao.
Mangudadatu är indelat i 8 barangayer.